# Temple protestant Saint-Éloi de Rouen
Pour les articles homonymes, voir Église Saint-Éloi.
Le temple protestant Saint-Éloi de Rouen est un édifice religieux situé place du Pasteur-Martin-Luther-King à Rouen. Ancienne église catholique de 1228 à la Révolution, elle est affectée à l'église réformée en 1803. La paroisse est aujourd'hui membre de l'Église protestante unie de France.

## Historique

### Église catholique (1228-1791)

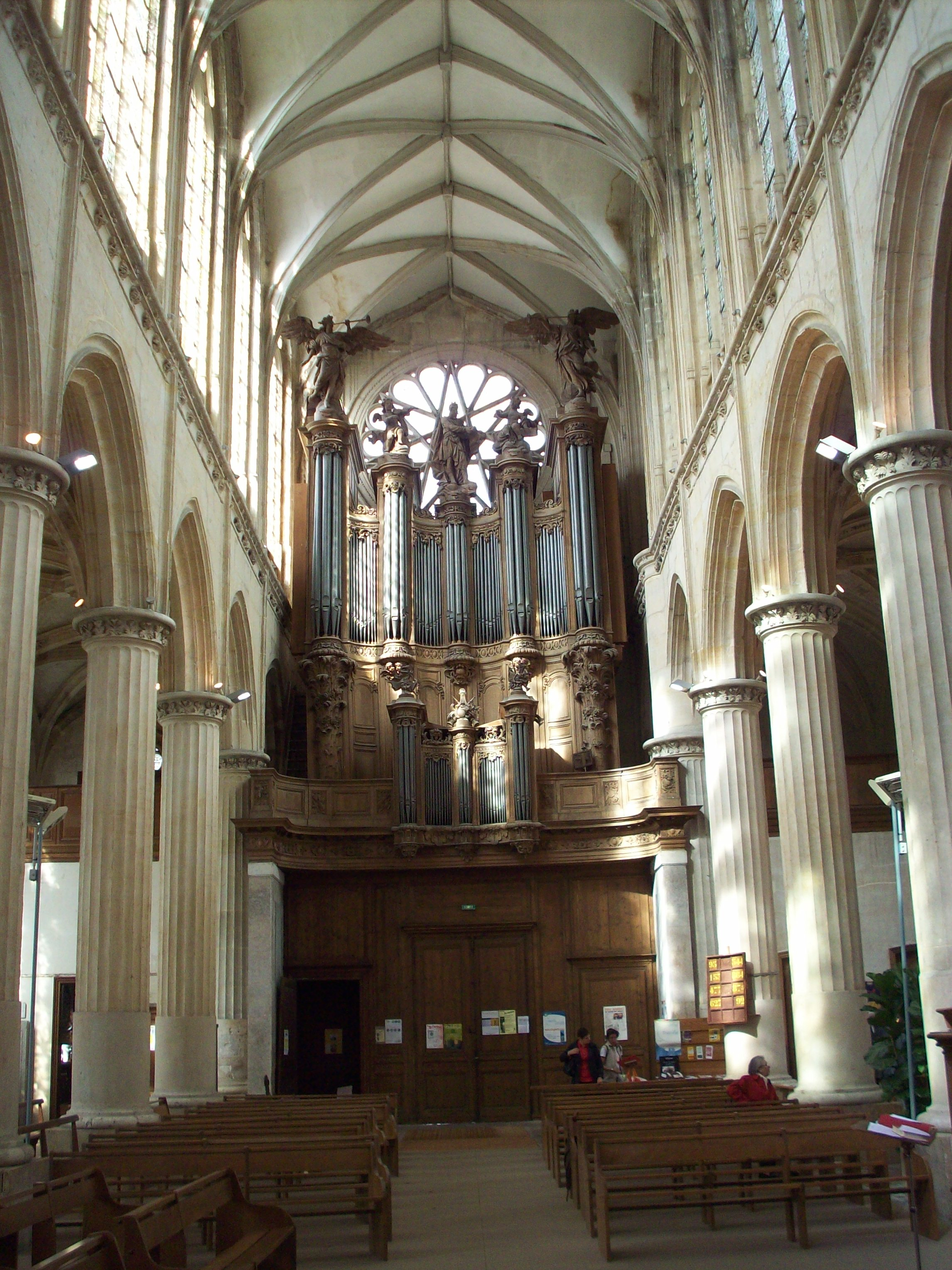
Nef et orgue du temple Saint-Éloi.

C'est à l'origine une chapelle sur une île, jointe à la terre ferme à la période des ducs de Normandie. Elle devient paroissiale quand le quartier s'est construit. Une église est commencée le 5 juillet 1228. Elle dépendait du chapitre de la cathédrale Notre-Dame de Rouen.
L'église, reconstruite au début du XVIe siècle, est pillée par les Huguenots le 8 mars 1563. En 1580, l'édifice est achevé, avec la tour et la rose sur le portail principal. Des travaux sont entrepris au début du XVIIIe siècle par l'architecte Jean-Jacques Martinet.

### Temple protestant (depuis 1803)

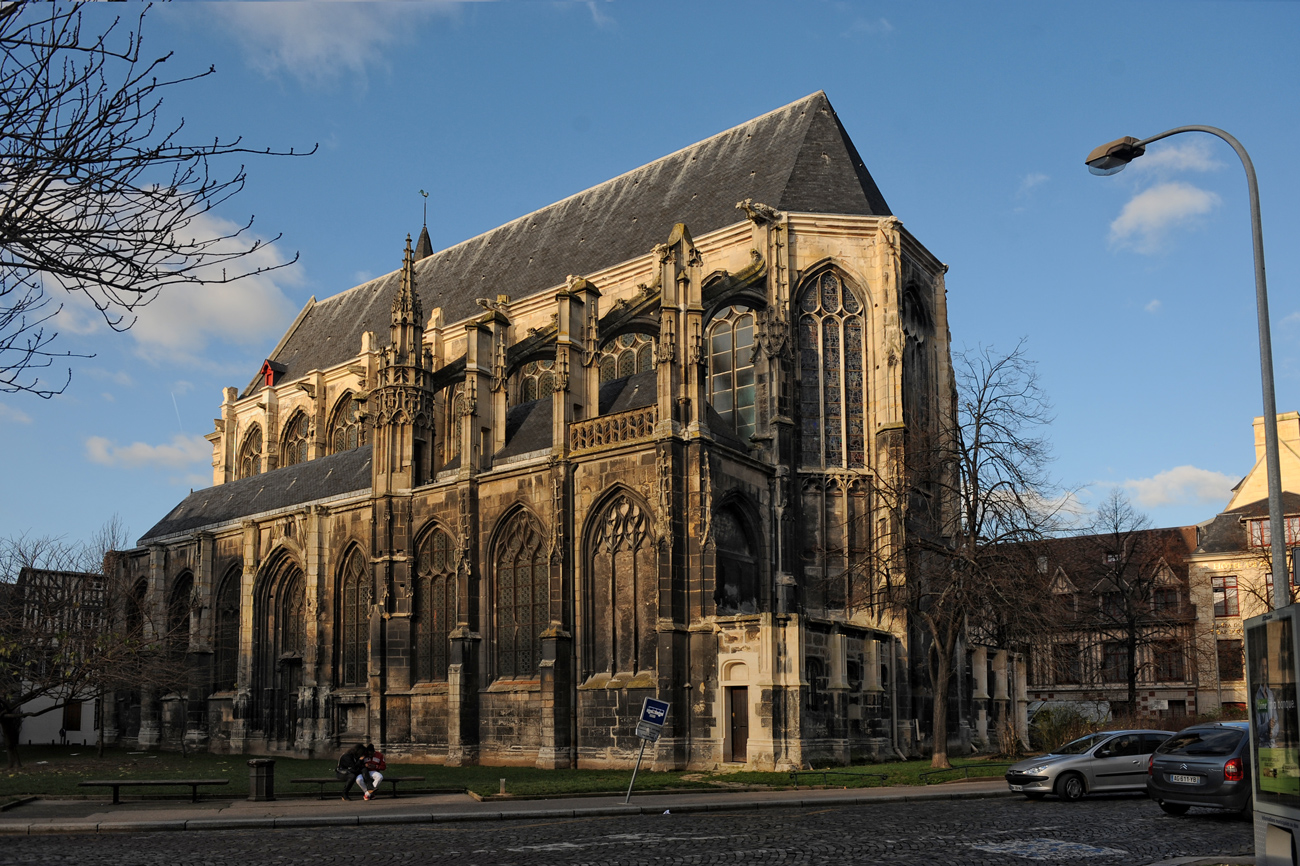
Arrière de l'édifice.

En 1791, lors de la Révolution française, l'église est expropriée et désaffectée. Elle est transformée en magasin à fourrage, puis en fabrique de plomb de chasse, à cause de la présence de son clocher. 
Les protestants obtiennent la liberté de culte avec la Déclaration des droits de l'homme et du citoyen de 1789. En 1802, Napoléon Ier organise l'église en Consistoires réformés et luthériens par départements avec les articles organiques du Régime concordataire français. En 1803, l'édifice est affecté au Consistoire réformé de la Seine-Inférieure,.
En 1857, les échoppes situées contre le temple sont détruites. L'ancienne église fait l’objet d’un classement au titre des monuments historiques depuis le 22 juin 1911.
Le temple subit des dégâts lors des bombardements alliés de la semaine rouge en 1944. Il est rouvert au culte le 2 avril 1950.
En 2018 et 2019, les fouilles réalisées en amont des travaux d'aménagement « Cœur de métropole » ont mis au jour, aux abords du temple, un ancien cimetière catholique datant du Moyen Âge. La disposition serrée des squelettes montre une utilisation intense de l'espace.

## Orgue
L'orgue de tribune est classé objet monument historique,.